# ダイソン (駆逐艦)
ダイソン (USS Dyson, DD-572) は、アメリカ海軍のフレッチャー級駆逐艦。艦名はチャールズ・ウィルソン・ダイソン少将 (1861年 - 1930年)に因む。

## アメリカ海軍
「ダイソン」は1942年4月15日にテキサス州オレンジのコンソリデーテッド・スチール社にて進水。1942年12月30日にロイ・アレクサンダー・ガノ中佐指揮下で就役した。 

### 第二次世界大戦

#### 1943年
東海岸やカリブ海での護衛任務の後、「ダイソン」は1943年5月14日ニューヨークを出航し、太平洋に向かった。ヌメアで第36任務部隊 (TF36) に加わり、ヌメアとエスピリトゥサント島からソロモン諸島への侵攻における哨戒および船団護衛を行った。8月にはソロモン諸島での行動を開始。9月3日から4日にかけての夜、駆逐艦「プリングル」と共に哨戒中にチョイスル島・コロンバンガラ島間で日本軍の艀2隻を沈め、1隻を損傷させた。9月の後半には正体不明の船を砲撃。その船は炎上し、見えなくなった。
1943年10月にエスピリトゥサント島に戻った「ダイソン」は、第23駆逐戦隊と共にブーゲンビル島のトロキナ岬の上陸を支援するために出航し、11月1日にはブカとショートランド諸島の飛行場を攻撃し、連合国の上陸地点を攻撃しようとした日本軍航空機の離陸を妨害した。その夜のブーゲンビル島沖海戦では第39任務部隊は輸送船を攻撃するために航行していた日本軍を迎撃した。「ダイソン」と他の駆逐艦による魚雷攻撃と砲撃は日本軍の巡洋艦と駆逐艦を撃沈し、他4隻に損害を与えることに貢献した。
「ダイソン」は11月17日にブカ飛行場砲撃に参加し、11月24日と25日の夜にはセント・ジョージ岬沖海戦に参加した。この戦いではアーレイ・バーク司令官の駆逐艦が3隻の日本の駆逐艦を撃沈、さらに2隻に大きな損傷を負わせ、第23駆逐戦隊は死傷者なしの大勝利を収めた。

#### 1944年

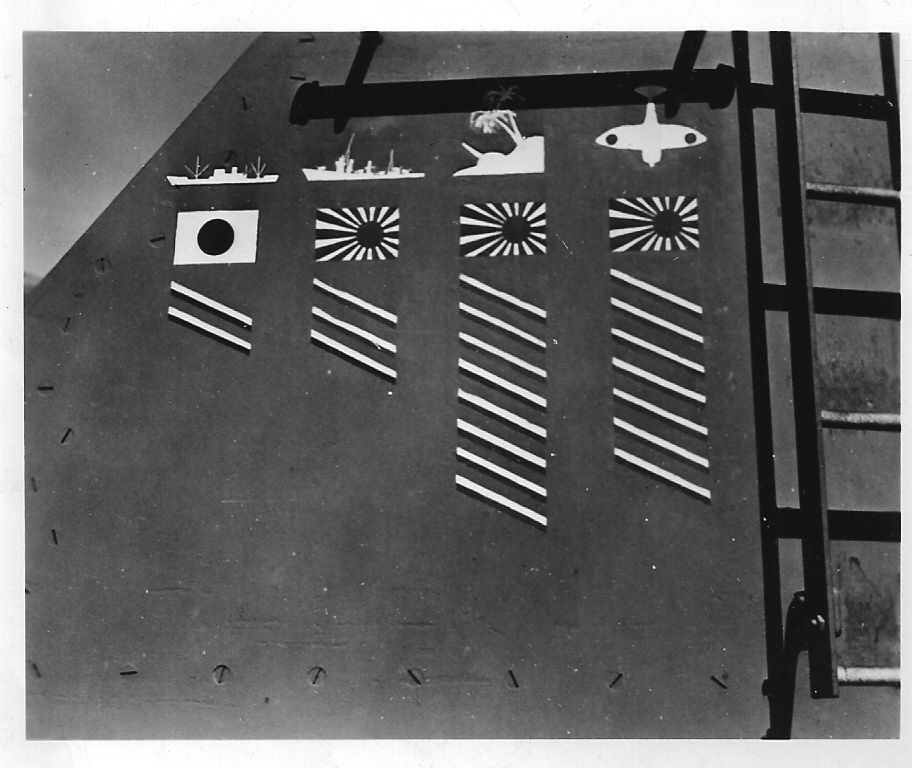
1944年、艦の砲塔のスコアボードには、商船2隻撃沈、軍艦3隻撃沈、海岸砲台8基撃破、航空機7機撃墜が示されている

「ダイソン」は1944年3月までソロモン諸島に留まった。ブーゲンビル島の海岸へ砲撃を行い、日本の援軍がソロモン諸島北部に到達するのを阻止するためラバウルへの航路を哨戒した。2月にグリーン諸島侵攻のため支援部隊に参加し、ニューアイルランド島沖で日本の船を攻撃、カビエンへ砲撃を行った。2月22日には貨物船2隻、機雷敷設艦1隻、巡視船1隻、艀2隻を撃沈し、「ダイソン」はクラウディア・マルから連れ去られた73名の捕虜のうち31名を確保した。2月23日、デューク・オブ・ヨーク諸島の海岸を砲撃し、3月にエミラウ島侵攻を支援するために第31任務部隊に加わった。
「ダイソン」は1944年3月25日に第58任務部隊に加わり、3月30日から4月1日にかけてパラオ、ヤップ島、ウルシー環礁、ウォレアイ環礁を爆撃する空母を護衛した。4月21日から23日にはホーランジアの戦いに参加し、4月29日から5月1日にかけてトラック、サタワン環礁、ポナペを攻撃した。マジュロにて補給を受け、サイパンとパガンへの侵攻に先がけてボニン諸島への陽動のため6月に再び第58任務部隊と出撃し、フィリピン海の戦いでは空母を護衛した。その後マリアナ諸島の侵攻に参加しグアムとロタ島沖にて日本の艦船へ砲撃を行った。
西海岸にてオーバーホールを行った後、「ダイソン」は11月にウルシー環礁で第38任務部隊に加わり、ルソン島、台湾、中国沿岸、南西諸島の攻撃に参加し、レイテ島の戦いおよびルソン侵攻を支援した。

#### 1945年
1945年2月に任務のため第78任務部隊に加わり、サンペドロ湾からスービック湾への護送船団を護衛し、コレヒドール島攻略では哨戒および火力支援を行った。2月26日、掃海艇「サウンター」（USS Saunter, AM-295）が損傷を受けた際、負傷者の救助活動を支援した。「ダイソン」は引き続きフィリピンで任務を遂行し、パナイ島、ネグロス島、ミンダナオ島への上陸を支援した。
1945年5月16日に沖縄に到着し、終戦まで哨戒、索敵、護衛、海上救助に従事した。「ダイソン」は9月10日にアメリカに向けて出航し、10月17日にワシントンD.C.に到着した。その2日後、ジェームズ・V・フォレスタル海軍長官は1943年から44年にかけてのソロモン諸島での功績により、23駆逐艦隊に大統領殊勲部隊章を授与した。
その後はサウスカロライナ州チャールストンの海軍基地に配備され、1947年3月31日に退役するまで電力供給に使用された。「ダイソン」は1960年2月17日に西ドイツに譲渡された。

## ドイツ連邦海軍
西ドイツ海軍では「Z5 (Zerstörer 5, D-179) 」として運用された。「Z5」は1982年2月に予備部品を提供するためギリシャに譲渡された。

## 従軍星章
「ダイソン」は第二次世界大戦中の功績により11個の従軍星章を受章した。 